# Vuelta a San Juan
La Vuelta a San Juan es una vuelta por etapas profesional de ciclismo en ruta. Disputada a lo largo y ancho de la geografía sanjuanina. Generalmente se celebra en  enero en la Provincia de San Juan, en Argentina. Desde 2020 hasta 2023 perteneció al calendario UCI ProSeries, segunda categoría del ciclismo de ruta mundial.
Considerada la carrera más importante de Latinoamérica, al ser la única prueba de la región que está en el ProSeries, la vuelta se disputó por primera vez en la temporada ciclística sanjuanina de 1981/1982. Desde su creación la carrera solo se interrumpió en el año 2000 por falta de fondos.
Solo dos hombres ganaron la Vuelta a San Juan en tres oportunidades. Alberto Bravo (1989, 1991 y 1992) y Laureano Rosas (2014, 2015 y 2016). El último ganador fue el belga Remco Evenepoel que se convirtió en el más joven en quedarse con el título.
Cabe destacar que la Vuelta a San Juan fue de carácter amateur hasta el año 2017 cuándo el Gobierno de San Juan, decidió brindar el apoyo necesario para que la competencia ingresara al calendario UCI. La primera carrera como profesional fue de categoría 2.1 en 2017, al igual que en 2018 y 2019. En la reestructuración de las categorías del ciclismo en 2020, la UCI decidió que la Vuelta a San Juan fuera parte de la recién creada UCI ProSeries. Por cuestiones de calendario, la Vuelta a San Juan se convirtió en la primera carrera UCI ProSeries de la historia.

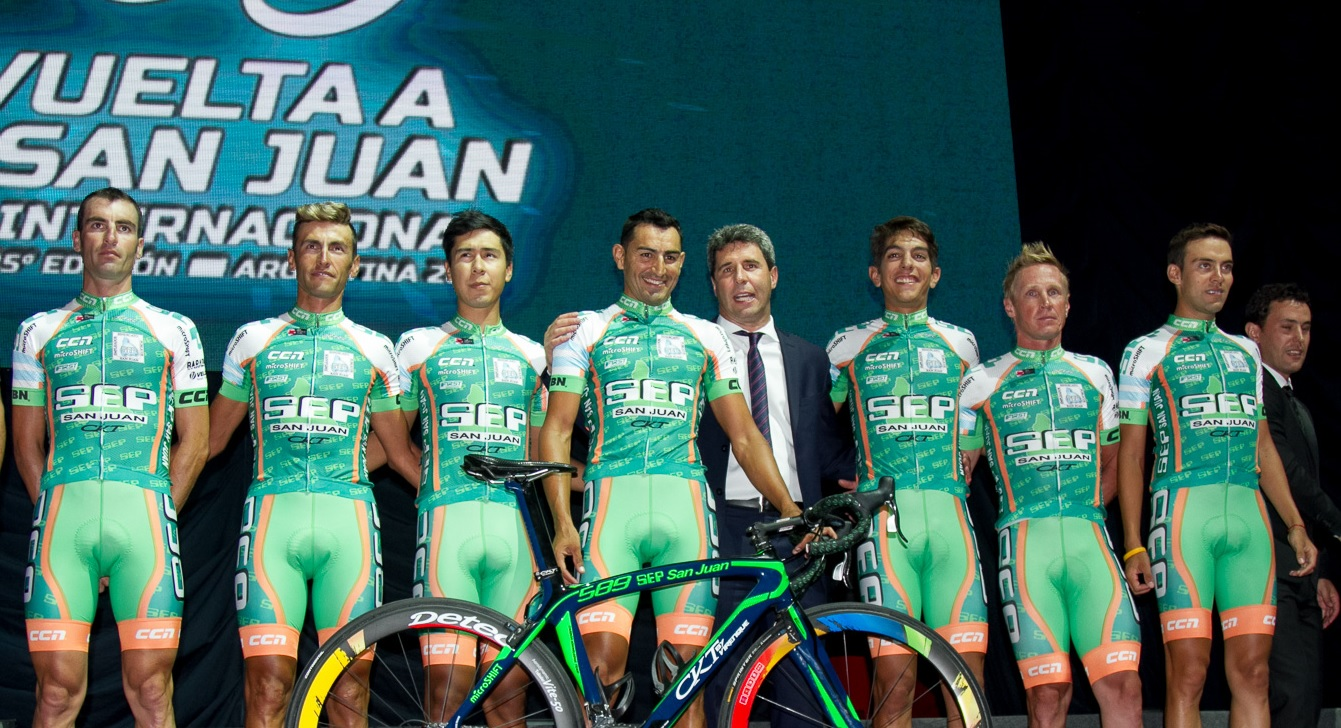
Equipo sanjuanino participante de la vuelta a San Juan

## Historia

### Inicios
A fines de octubre de 1981 nació la competencia ciclista que tuvo su bautismo en diciembre de ese año y que con el correr del tiempo se convirtió en “la carrera del pueblo” sanjuanino: La Vuelta Ciclista a San Juan.
La idea tomó forma entre los dirigentes del Pedal Club Olimpia, Vicente Tapia y Rodolfo Becerra y dos periodistas deportivos muy reconocidos de San Juan, Hugo Rodríguez y Néstor Andrés Páez. Quienes compartían la jefatura de la sección Deportes de LV1 Radio Colón,  sugirieron a sus amigos del club que "en vez de gastar esfuerzos en varias carreras armaran una Vuelta".
Al igual que el Tour de Francia y el Giro de Italia, se gestó en un medio periodístico muy insertado en la población, tal cual ocurrió con la ronda gala que fue apoyada desde un principio por el diario L’Equipe y la carrera italiana, cuya malla líder rosada es en alusión al color del papel en el que se imprime La Gazzetta D’ello Sport. 
Su formato cambió en varias oportunidades. Comenzó con diez etapas y luego bajó a siete por cuestiones económicas.
Durante su época amateur, solo 22 ciclistas ganaron la carrera más importante de San Juan. En 1981, el primero en escribir su nombre en las páginas doradas de esta prueba fue el bonaerense Eduardo Trillini. Al año siguiente el ganador fue el chileno Víctor Caro, único ciclista que no es argentino y ganó la carrera, hasta que ingresó en el calendario UCI.
el primer sanjuanino en ganar la carrera fue Pedro Chirino en la tercera edición en 1984, luego otros siete sanjuaninos ganaron la carrera. Daniel Castro la obtuvo en 1987, Alberto Bravo ostenta tres títulos. La primera carrera ganada fue en 1989, luego obtuvo de manera consecutiva la de 1991 y 1992. En 1997 Eduardo Mulet puso nuevamente en lo más alto del podio a San Juan. Luego de varios años de sequía entre los ganadores sanjuaninos apareció Oscar Villalobo, que ganó la carrera en 2003 y 2004 respectivamente. En 2005 le tocó la oportunidad a Luciano Montivero que repetiría en 2007. Un año después, en 2008, Pedro González resultó triunfante, en tanto que en 2011 y 2013 el galardón quedó en poder de Daniel Zamora. En la siguiente edición, la del 2014, Laureano Rosas ganó su primera Vuelta a San Juan, que repitió en 2015 e igualó a Alberto Bravo en el 2016, siendo además el único en ganar la prueba en tres años consecutivos.

#### Ingresa al Calendario UCI
En sus años de vida la Vuelta a San Juan pasó de ser una idea de un grupo muy reducido de personas que querían imitar a países con mayor tradición ciclística  como Italia, Francia o España a convertirse en una cuestión de estado. En el 2017 la “carrera del pueblo” tuvo su reconocimiento al entrar por primera vez en el calendario de la UCI como carrera internacional con puntaje 2.1.
A San Juan desembarcaron por primera vez figuras como Vincenzo Nibali, Rui Costa, Bauke Mollema, Fernando Gaviria, Tom Boonen o Elia Viviani, entre otros, como jóvenes prometedores del Mundo como el caso de Egan Bernal, Julian Alaphilippe y Remco Evenepoel.
La primera carrera UCI 2.1 de la Vuelta a San Juan quedó en poder de Bauke Mollema. El holandés defendía los colores del equipo estadounidense Trek Segafredo. Lo escoltaron en el podio de la general el español Óscar Sevilla y el colombiano Rodolfo Torres.
La 36.ª edición en 2018 tuvo al español Óscar Sevilla como ganador tras la sanción que le impusieron al argentino Gonzalo Najar. El italiano Filippo Ganna había sido tercero y terminó en segundo lugar, mientras que Rodolfo Torres ingresó al Podio.
La Vuelta a San Juan 2019, dio un salto de calidad en cuánto a figuras en su 37ª  edición. Los mejores velocistas del Mundo llegaron para disputar los sprints y los ciclistas más fuertes de Sudamérica estuvieron presentes. Además, del histórico debut de Remco Evenepoel en el profesionalismo. La carrera la ganó el colombiano Winner Anacona quien quedó como líder de la general tras imponerse en el Alto Colorado y tuvo a peones de lujo como Nairo Quintana y Richard Carapaz que trabajaron a destajo para mantener la malla líder de su compañero. Segundo terminó el francés Julian Alaphilippe, mientras que tercero culminó Óscar Sevilla.

##### Primera UCI Pro Series de la Historia
En 2020 la Vuelta a San Juan fue la primera carrera americana categoría UCI Pro Series de la Historia. Debido a la reestructuración de categorías realizadas por la Unión Ciclista Internacional para que el ciclismo continúe creciendo, le dio la posibilidad a la Vuelta a San Juan de crecer un escalafón en el plano Mundial, siendo de segunda categoría y posicionándose como la más importante de América durante el 2020.
Al igual que en las anteriores competencias grandes figuras desembarcaron en San Juan. El ganador fue el belga Remco Evenepoel que se convirtió en el ciclista más joven en ganar la competencia.Filippo Ganna secundó al belga en la carrera, mientras que Óscar Sevilla fue tercero ingresando por cuarta vez consecutiva al podio de la carrera.

## Palmarés
| Año  | Ganador           | Segundo            | Tercero           |           |
| ---- | ----------------- | ------------------ | ----------------- | --------- |
| 1982 | Eduardo Trillini  |                    |                   |           |
| 1983 | Víctor Caro       |                    |                   |           |
| 1984 | Pedro Chirino     |                    |                   |           |
| 1985 | Ramón Sánchez     |                    |                   |           |
| 1986 | Ramón Sánchez     |                    |                   |           |
| 1987 | Daniel Castro     |                    |                   |           |
| 1988 | Luis Moyano       |                    |                   |           |
| 1989 | Alberto Bravo     |                    |                   |           |
| 1990 | Javier Argonz     |                    |                   |           |
| 1991 | Alberto Bravo     |                    |                   |           |
| 1992 | Alberto Bravo     |                    |                   |           |
| 1993 | Juan Agüero       |                    |                   |           |
| 1994 | Juan Agüero       |                    |                   |           |
| 1995 | David Kenig       |                    |                   |           |
| 1996 | Raúl Ruarte       |                    |                   |           |
| 1997 | Eduardo Mulet     |                    |                   |           |
| 1998 | Gonzalo Salas     |                    |                   |           |
| 1999 | Gustavo Toledo    |                    |                   |           |
| 2001 | Edgardo Simón     |                    |                   |           |
| 2002 | Edgardo Simón     | Guillermo Brunetta | Óscar Villalobo   |           |
| 2003 | Óscar Villalobo   | Fernando Antogna   | Juan Curuchet     |           |
| 2004 | Óscar Villalobo   | Jorge Giacinti     | Edgardo Simón     |           |
| 2005 | Luciano Montivero | Gustavo Toledo     | Javier Páez       |           |
| 2006 | Gerardo Fernández | Claudio Flores     | César Sigura      |           |
| 2007 | Luciano Montivero | Darío Díaz         | Juan Pablo Dotti  |           |
| 2008 | Pedro González    | Gabriel Brizuela   | Ricardo Julio     |           |
| 2009 | Gerardo Fernández | Matías Médici      | Luciano Montivero |           |
| 2010 | Juan Pablo Dotti  | Luciano Montivero  | Alvaro Algiró     |           |
| 2011 | Daniel Zamora     | Juan Pablo Dotti   | Ignacio Pereyra   |           |
| 2012 | Juan Pablo Dotti  | Daniel Zamora      | Emanuel Saldaño   |           |
| 2013 | Daniel Zamora     | Roberto Richeze    | Lucas Lopardo     |           |
| 2014 | Laureano Rosas    | Ricardo Escuela    | Roberto Richeze   |           |
| 2015 | Laureano Rosas    | Ricardo Escuela    | Juan Melivillo    |           |
| 2016 | Laureano Rosas    | Juan Pablo Dotti   | Ricardo Escuela   |           |
| 2017 | Bauke Mollema     | Óscar Sevilla      | Rodolfo Torres    |           |
| 2018 | Óscar Sevilla     | Filippo Ganna      | Rodolfo Torres    |           |
| 2019 | Winner Anacona    | Julian Alaphilippe | Óscar Sevilla     |           |
| 2020 | Remco Evenepoel   | Filippo Ganna      | Óscar Sevilla     |           |
| 2021 | cancelada         | cancelada          | cancelada         | cancelada |
| 2022 | cancelada         | cancelada          | cancelada         | cancelada |
| 2023 | Filippo Ganna     | Sergio Higuita     | Einer Rubio       |           |

Nota: En la Vuelta a San Juan 2018, el ciclista Gonzalo Najar fue inicialmente el ganador pero este fue despojado del título por dopaje en favor del segundo clasificado: Óscar Sevilla

## Palmarés individual
| País                 | Victorias | Años             |
| -------------------- | --------- | ---------------- |
| Alberto Bravo        | 3         | 1989; 1991; 1992 |
| Laureano Rosas       | 3         | 2014; 2015; 2016 |
| Ramón Sánchez        | 2         | 1985; 1986       |
| Juan Agüero          | 2         | 1993; 1994       |
| Edgardo Simón        | 2         | 2001; 2002       |
| Óscar Villalobo      | 2         | 2003; 2004       |
| Luciano Montivero    | 2         | 2005; 2007       |
| Gerardo Fernández    | 2         | 2006; 2009       |
| Juan Pablo Dotti     | 2         | 2010; 2012       |
| Daniel Zamora        | 2         | 2011; 2013       |
| Eduardo Trillini     | 1         | 1982             |
| Víctor Caro          | 1         | 1983             |
| Pedro Chirino        | 1         | 1984             |
| Daniel Castro        | 1         | 1987             |
| Luis Ministro Moyano | 1         | 1988             |
| Javier Argonz        | 1         | 1990             |
| David Kenig          | 1         | 1995             |
| Raúl Ruarte          | 1         | 1996             |
| Eduardo Mulet        | 1         | 1997             |
| Gonzalo Salas        | 1         | 1998             |
| Gustavo Toledo       | 1         | 1999             |
| Pedro González       | 1         | 2008             |
| Bauke Mollema        | 1         | 2017             |
| Óscar Sevilla        | 1         | 2018             |
| Winner Anacona       | 1         | 2019             |
| Remco Evenepoel      | 1         | 2020             |
| Miguel Ángel López   | 1         | 2023             |

## Palmarés por países
| País         | Victorias |
| ------------ | --------- |
| Argentina    | 34        |
| Colombia     | 2         |
| Chile        | 1         |
| España       | 1         |
| Países Bajos | 1         |
| Bélgica      | 1         |